# Raión de Brahin
Brahin (en bielorruso: Брагінскі раён) es un raión o distrito de Bielorrusia, en la provincia (óblast) de Gómel. Su capital es Brahin.
Comprende una superficie de 1955 km².

## Demografía
Según estimación 2010 contaba con una población total de 14211 habitantes.

## Subdivisiones
Comprende los asentamientos de tipo urbano de Brahin (la capital) y Kamarýn y los siguientes 6 consejos rurales:
- Burkí
- Vuhlý
- Málazhyn
- Maleiki
- Krásnaye
- Chamiarysy